# Shawn Raboutou
Shawn Raboutou (* 19. April 1998 in Boulder, Colorado) ist ein amerikanischer Sportkletterer und Boulderer. Er klettert hauptsächlich draußen am Fels und gehört zu den wenigen Kletterern weltweit, die einen 9A-Boulder geklettert haben.

## Karriere
Raboutou begann mit drei Jahren zu klettern. Er ist Sohn der Kletterer Robyn Erbesfield-Raboutou und Didier Raboutou. Seine Schwester, Brooke Raboutou, klettert ebenso. Er wuchs im von Robyn Erbesfield-Raboutou geleiteten Team ABC auf, welches viele starke Kletterer wie Margo Hayes, Colin Duffy und Natalia Grossman hervorgebracht hat. Sein internationales Wettkampf-Debüt war 2015 am Boulder-Weltcup in Toronto, wo er den 26. Platz erreichte. Heute konzentriert er sich ausschließlich aufs Klettern draußen am Fels.
Im Frühling 2022 kletterte er mit Alphane ein altes Projekt, welches er mit der Schwierigkeit 9A bewertete, die Bewertung ist jedoch umstritten. Kurze Zeit später kletterte er den Boulder Megatron Project, der ebenfalls 9A gewertet ist. Damit gehört er zu den wenigen Kletterern weltweit, die einen Boulder in diesem Schwierigkeitsgrad geklettert haben.

## Erfolge (Auswahl)

### Boulder
9A (V17)
- Alphane  – Chironico, Schweiz – 6. April 2022 – Erstbegehung[4][5][6]
- Megatron Project – Eldorado Canyon, USA – Frühling 2022 – Erstbegehung[4]

8C+ (V16)
- United – Mount Mizugaki, Japan – August 2024 – Erstbegehung[7]
- Devilution – Bishop, USA – 2024[8]
- Insomniac – Denver, USA – September 2022[9]
- Fuck the System – Fionnay, Schweiz – 2021 – Erstbegehung
- Story of 3 Worlds – Cresciano, Schweiz  – 2021 – Erstbegehung
- Big Z – Lake Tahoe, USA – Dezember 2020 – Erstbegehung
- Creature from the Black Lagoon – Rocky Mountain Nationalpark, USA – Herbst 2018
- Off the Wagon low – Valle Bavona, Schweiz – 27. November 2018 – Erstbegehung[10]

8C+/8C (V15/V16)
- Livin’ Large – Rocklands, Südafrika – Sommer 2019[11]

8C (V15)
- Roadkill – Val Bavona, Schweiz – Frühling 2020 – Erstbegehung[12]
- The Finnish Line – Rocklands, Südafrika – 2019
- Foundation’s Edge – Fionnay, Schweiz – Frühjahr 2018[13]

### Kletterrouten
9a (5.14d)
- Buddha/L’Oeuvre – Fionnay, Schweiz – Frühjahr 2018 – Erstbegehung[13]